# قلعة بوكد
قلعة بوكد تعد من القلاع التي شيدت في قضاء كويسنجق، الذي يبعد عنها بحدود 32كم بأتجاه الجنوب الشرقي، وتقوم على تل قريب من قرية بوكد بأتجاه الشمال، على يمين الطريق الواصل بين كويه ومدينة السليمانية يسمى بطريق كلكة سماق.

## التسمية
جاءت تسمية القلعة من أسم قرية بوكد التي تعني (إلى التل).

## نبذة
توجد في الجهات الاربع للقلعة عدة مواقع أثرية منها في جهة الشمال قرية إلاالله التي تشتمل على موقع أثري يسمى تل خزنة، وفي الجهة الغربية قرية كيله زيندان وفيها موقع أثري يسمى قصر. أما في الجهتين الشرقية والجنوبية للقلعة فيوجد في كل منها تل عليه برج، البرج الأول يسمى بأسم باسكي خزيم والثاني يعرف بأسم سه رقونكران، وقد أعلن عن أثرية التلين في جريدة الوقائع العراقية برقم 3662 في 1955/7/16 ويعود تأريخهما إلى العصر الاشوري. أما بالنسبة لتأريخ القلعة فنظرا للتشابه الكبير بينها وبين قلعة سارتكة من حيث التخطيط والشكل وطراز بنائهما ووقوعهما الجغرافي على خط حدودي واحد نرجح عودتهما إلى تأريخ واحد.
وقد أعلن عن أثرية قلعة بوكد في جريدة الوقائع العراقية برقم 3662 في 1955/7/16 بعنوان قلعة باشا كور أي الأمير محمد الرواندزي (پاشای گه وره) فضلا ان كبار السن من أهل المنطقة ينسبون القلعة إلى المير محمد.